# Mara Bizzotto
Mara Bizzotto (Bassano del Grappa, 3 giugno 1972) è una politica italiana.
Dal 13 ottobre 2022 senatrice della Repubblica per la Lega per Salvini Premier, è stata europarlamentare dal 2009 al 2022, ricoprendo l'incarico di capodelegazione della Lega Nord al Parlamento europeo dal 2018 al 2019, e consigliera regionale del Veneto dal 2000 al 2009.

## Biografia
Nata a Bassano Del Grappa (Vicenza), ma residente a Tezze Sul Brenta (Vicenza), alle elezioni comunali in Veneto del 1993 viene candidata al consiglio comunale di Rosà, tra le liste della Lega Nord a sostegno del candidato sindaco Giovanni Didonè, venendo eletta consigliera comunale e ricoprendo l'incarico di assessore nella giunta comunale guidata da Didonè, la prima di stampo leghista della provincia di Vicenza, divenendo a soli 21 anni la più giovane assessore comunale di tutto il Veneto. Viene confermata consigliera comunale nelle successive tornate elettorali del 1997 e del 2002.
Alle elezioni regionali in Veneto del 2000 si candida con la Lega Nord, nella mozione del presidente uscente forzista Giancarlo Galan, venendo eletta nella circoscrizione di Vicenza con 2.972 preferenze in consiglio regionale del Veneto. Alle regionali venete del 2005 viene riconfermata consigliera regionale per la Lega con 5.293 preferenze.

### Elezione a europarlamentare
Alle elezioni europee del 2009 viene candidata al Parlamento europeo, tra le liste della Lega Nord nella circoscrizione Italia nord-orientale, risultando eletta europarlamentare con 33.951 preferenze. Nel corso del primo mandato è stata presidente della Delegazione per le relazioni con l'Australia e la Nuova Zelanda,oltre a risultare nel triennio 2011/13 la miglior europarlamentare italiana per numero di attività e produttività, concludendo la VIII legislatura (2009-2014) al 5º posto tra tutti i 766 europarlamentari.
Alle elezioni europee del 2014 viene ricandidata al Parlamento europeo, tra le liste della Lega Nord-Die Freiheitlichen-Basta Euro nella medesima circoscrizione, venendo rieletta europarlamentare con 45.288 preferenze (grazie al fatto che Matteo Salvini, eletto sia nella circoscrizione nord-orientale che in quella nord-occidentale, opta per la seconda). Diventa successivamente vicepresidente del gruppo Europa delle Nazioni e della Libertà (ENF).
È stata, da luglio 2012 a marzo 2015, vicesegretaria della Liga Veneta sotto la leadership di Flavio Tosi e, dal 2012 al 2013, responsabile federale del dipartimento "Europa-Politiche Europee - Partiti Europei" della Lega Nord.

### Capodelegazione della Lega al Parlamento europeo
Il 4 maggio 2018 viene nominata capodelegazione della Lega al Parlamento europeo, su decisione del segretario federale Salvini e prendendo il posto proprio dell'uscente Salvini, diventando la prima donna a ricoprire il ruolo di presidente di un gruppo parlamentare nella storia della Lega, entrando a far parte del Bureau del gruppo parlamentare ENF e del Consiglio federale della Lega.
Alle elezioni europee del 2019 viene ricandidata all'Europarlamento, tra le liste della Lega Salvini Premier nella circoscrizione Italia nord-orientale, venendo rieletta europarlamentare con 94.875 preferenze e risultando la candidata della Lega più votato in tutta Italia dopo il leader Matteo Salvini.

### Vice-capogruppo vicario della Lega al Senato
Alle elezioni politiche anticipate del 2022 viene candidata al Senato della Repubblica per la Lega per Salvini Premier sia nel collegio uninominale Veneto - 04 (Vicenza), sostenuto dalla coalizione di centro-destra, che nel collegio plurinominale Veneto - 02 in seconda posizione, risultando eletta senatrice nell'uninominale con il 56,95% dei voti e superando con più del doppio rispetto la principale candidata del centro-sinistra, in quota Partito Democratico - Italia Democratica e Progressista, Claudia Maria Longhi (22,2%). Nella XIX legislatura è componente della 9ª Commissione Industria, commercio, turismo, agricoltura e produzione agroalimentare, della Commissione parlamentare per l'attuazione del federalismo fiscale e delle Commissioni parlamentari d'inchieste sulla scomparsa di Emanuela Orlandi e Mirella Gregori e sul ciclo dei rifiuti e su altri illeciti ambientali e agroalimentari, oltreché vicepresidente del Comitato parlamentare Schengen, Europol, e Immigrazione e vice-capogruppo vicario del gruppo parlamentare della Lega "Lega Salvini Premier - Partito Sardo d'Azione" al Senato.